# Ministerio de Cultura (Suecia)

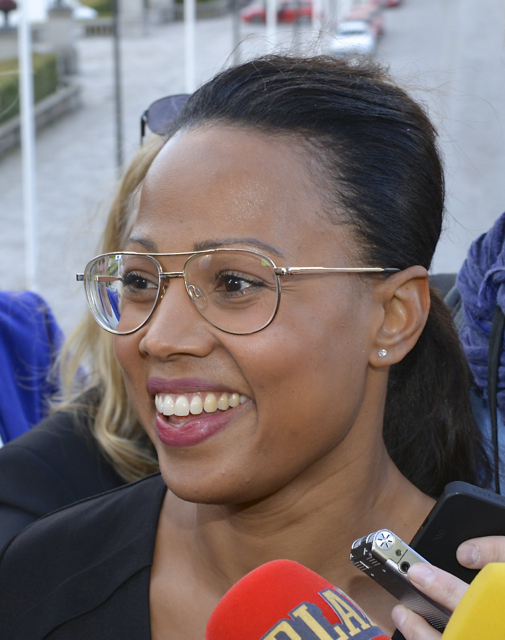
Alice Bah Kuhnke - Ministra de Cultura de Suecia

El Ministerio de Cultura de Suecia (en sueco: Kulturdepartementet) fue refundado por el Gobierno de Reinfeldt en 2006. Con sede en la calle Drottninggatan, en la parte céntrica de Estocolmo, su actual ministra es Alice Bah Kuhnke (Partido Verde)
Alice Bah Kuhnke (Partido Verde) es la actual Ministra de la Cultura y de la Democracia.
Este ministerio tiene fundamentalmente dos esferas de acción:
- la política cultural
- la política de los medios de comunicación de masas

Cerca de 94 operarios trabajan en esta institución (2014).

## Ministros del Ministerio de la Cultura
- Ministro de la Cultura y de la Democracia (Kultur- och demokratiminister)

## Agencias gubernamentales
El Ministerio de Cultura tutela, entre otros, los siguientes órganos y departamentos:
- Academia Real de los Artes (Akademien för de fria konsterna)
- Arkitekturmuseet (Museo de la Arquitectura)
- Kungliga Operan (Ópera Real Sueca)
- Consejo Nacional de Patrimonio de Suecia (Riksantikvarieämbetet)
- Archivo Nacional Sueco (Riksarkivet)
- Statens kulturråd (Consejo Nacional de la Cultura)
- Instituto Sueco del Cine (Svenska filminstitutet)
- Sveriges Radio (Radio de Suecia)
- Sveriges Television (Televisión de Suecia)